# Anhar-e Soflá
Anhar-e Soflá (persiska: اَنهَرِ سُفلَى, انهر سفلی, اَنهَر) är en ort i Iran.   Den ligger i provinsen Västazarbaijan, i den nordvästra delen av landet, 600 km väster om huvudstaden Teheran. Anhar-e Soflá ligger 1 417 meter över havet och antalet invånare är 765.
Terrängen runt Anhar-e Soflá är platt åt nordost, men åt sydväst är den kuperad. Runt Anhar-e Soflá är det ganska tätbefolkat, med 185 invånare per kvadratkilometer. Närmaste större samhälle är Urmia, 9,8 km öster om Anhar-e Soflá. Runt Anhar-e Soflá är det i huvudsak tätbebyggt.